# Djaoui Cissé
Djaoui Cissé (Juvisy-sur-Orge, 31 gennaio 2004) è un calciatore francese, centrocampista del Rennes.

## Carriera

### Club
È cresciuto nel settore giovanile del Rennes, con cui ha firmato il primo contratto professionistico il 2 febbraio 2024. Ha debuttato in prima squadra due settimane più tardi nell'incontro di Ligue 1 vinto 3-1 contro il Clermont Foot.

### Nazionale
Ha giocato nella nazionale francese Under-21.

## Statistiche

### Presenze e reti nei club
Statistiche aggiornate al 13 gennaio 2025.
| Stagione        | Squadra         | Campionato      | Campionato | Campionato | Coppe nazionali | Coppe nazionali | Coppe nazionali | Coppe continentali | Coppe continentali | Coppe continentali | Altre coppe | Altre coppe | Altre coppe | Totale | Totale | Totale |
| Stagione        | Squadra         | Comp            | Pres       | Reti       | Comp            | Pres            | Reti            | Comp               | Pres               | Reti               | Comp        | Pres        | Reti        | Pres   | Reti   |        |
| --------------- | --------------- | --------------- | ---------- | ---------- | --------------- | --------------- | --------------- | ------------------ | ------------------ | ------------------ | ----------- | ----------- | ----------- | ------ | ------ | ------ |
| 2021-2022       | Rennes 2        | N3              | 18         | 4          | -               | -               | -               | -                  | -                  | -                  | -           | -           | -           | 18     | 4      |        |
| 2022-2023       | Rennes 2        | N2              | 23         | 1          | -               | -               | -               | -                  | -                  | -                  | -           | -           | -           | 23     | 1      |        |
| 2023-2024       | Rennes 2        | N3              | 16         | 4          | -               | -               | -               | -                  | -                  | -                  | -           | -           | -           | 16     | 4      |        |
| 2024-2025       | Rennes 2        | N3              | 8          | 0          | -               | -               | -               | -                  | -                  | -                  | -           | -           | -           | 8      | 0      |        |
| Totale Rennes 2 | Totale Rennes 2 | Totale Rennes 2 | 65         | 9          |                 | -               | -               |                    | -                  | -                  |             | -           | -           | 65     | 9      |        |
| 2023-2024       | Rennes          | L1              | 2          | 0          | CF              | 0               | 0               | UEL                | 0                  | 0                  | -           | -           | -           | 2      | 0      |        |
| 2024-2025       | Rennes          | L1              | 14         | 1          | CF              | 0               | 0               | -                  | -                  | -                  | -           | -           | -           | 14     | 1      |        |
| Totale Rennes   | Totale Rennes   | Totale Rennes   | 16         | 1          |                 | 0               | 0               |                    | 0                  | 0                  |             | -           | -           | 16     | 1      |        |
| Totale carriera | Totale carriera | Totale carriera | 81         | 10         |                 | 0               | 0               |                    | 0                  | 0                  |             | -           | -           | 81     | 10     |        |

### Cronologia presenze e reti in nazionale
| Cronologia completa delle presenze e delle reti in nazionale ― Francia under 21 | Cronologia completa delle presenze e delle reti in nazionale ― Francia under 21 | Cronologia completa delle presenze e delle reti in nazionale ― Francia under 21 | Cronologia completa delle presenze e delle reti in nazionale ― Francia under 21 | Cronologia completa delle presenze e delle reti in nazionale ― Francia under 21 | Cronologia completa delle presenze e delle reti in nazionale ― Francia under 21 | Cronologia completa delle presenze e delle reti in nazionale ― Francia under 21 | Cronologia completa delle presenze e delle reti in nazionale ― Francia under 21 |
| Data                                                                            | Città                                                                           | In casa                                                                         | Risultato                                                                       | Ospiti                                                                          | Competizione                                                                    | Reti                                                                            | Note                                                                            |
| ------------------------------------------------------------------------------- | ------------------------------------------------------------------------------- | ------------------------------------------------------------------------------- | ------------------------------------------------------------------------------- | ------------------------------------------------------------------------------- | ------------------------------------------------------------------------------- | ------------------------------------------------------------------------------- | ------------------------------------------------------------------------------- |
| 4-6-2025                                                                        | Orléans                                                                         | Francia under 21                                                                | 2 – 1                                                                           | Uzbekistan under 21                                                             | Amichevole                                                                      | -                                                                               | 90’                                                                             |
| 14-6-2025                                                                       | Žilina                                                                          | Francia under 21                                                                | 3 – 2                                                                           | Georgia under 21                                                                | Europeo Under-21 2025 - 1º turno                                                | -                                                                               | 90’                                                                             |
| 17-6-2025                                                                       | Žilina                                                                          | Francia under 21                                                                | 4 – 1                                                                           | Polonia under 21                                                                | Europeo Under-21 2025 - 1º turno                                                | 2                                                                               |                                                                                 |
| 22-6-2025                                                                       | Prešov                                                                          | Danimarca under 21                                                              | 2 – 3                                                                           | Francia under 21                                                                | Europeo Under-21 2025 - Quarti di finale                                        | 1                                                                               |                                                                                 |
| 25-6-2025                                                                       | Košice                                                                          | Germania under 21                                                               | 3 – 0                                                                           | Francia under 21                                                                | Europeo Under-21 2025 - Semifinale                                              | -                                                                               | 78’                                                                             |
| Totale                                                                          |                                                                                 | Presenze                                                                        | 5                                                                               |                                                                                 | Reti                                                                            | 3                                                                               |                                                                                 |